# Grenzplankostenrechnung
Die Grenzplankostenrechnung ist ein spezielles Verfahren der Plankostenrechnung. Sie hat zum Ziel, die kurzfristigen Planungs- und Entscheidungsprozesse eines Betriebes mit relevanten Kosteninformationen zu versorgen. 
Die Grenzplankostenrechnung stellt eine Weiterentwicklung der flexiblen Plankostenrechnung dar und wurde von Wolfgang Kilger theoretisch konzipiert und von Hans-Georg Plaut in ein praxistaugliches und softwaregestütztes Verfahren umgesetzt. Neben den deutschsprachigen Ländern findet dieses Konzept seit einigen Jahren auch in den USA verstärkt Beachtung. In den USA wurde die Grenzplankostenrechnung zum Resource Consumption Accounting weiterentwickelt. 

## Prinzip
Die Grenzplankostenrechnung gehört zu den Teilkostenrechnungsystemen. 
Sie geht von proportionalen Kosten- und Erlösfunktionen aus und verwendet das Verursachungsprinzip, um die Grenzkosten auf die Kostenträger zuzurechnen. Eine Aufspaltung der Fixkosten – etwa durch Fixkostenproportionalisierung oder mithilfe des Durchschnittsprinzips – findet innerhalb der Grenzplankostenrechnung nicht statt.
Die Verrechnungssätze der innerbetrieblichen Leistungsverrechnung in der Kostenstellenrechnung sowie die Kalkulationssätze der Endkostenstellen in der Kostenträgerrechnung berücksichtigen lediglich die Grenzkosten. Die Erzeugnisse werden in der Kostenträgerrechnung lediglich mit den Grenzkosten bewertet. Die Fixkosten werden en bloc oder nach differenzierten Fixkostengruppen direkt in die Kurzfristige Erfolgsrechnung übernommen.